# Сара Барелліс
Сара Бет Барелліс (англ. Sara Barellis; 7 грудня 1979, Юрика, Каліфорнія, США) — популярна співачка, піаністка і авторка пісень.

## Біографія

### Ранні роки
Сара Бет Барелліс народилась 7 грудня 1979 року в місті Юрика штату Каліфорнія в багатодітній родині. В шкільні роки брала участь в місцевому хорі. Після школи вступила до Університету Каліфорнії, де брала участь в музичних студентських конкурсах та самостійно навчилась грати на піаніно. Вона декілька раз брала участь у вокальному конкурсі UCLA Spring Sing та двічі отримувала головний приз.

### Музична кар'єра
У 2002 році закінчила університет та почала виступати в клубах та барах. У 2003 році на студії Asylum Recording записала дебютний аудіоальбом «Careful Confessions», який вийшов у 2004 році. Загальна тривалість альбому — 50 хвилин. В цьому ж році вона знялась у фільмі «Жіноча п'єса».
У 2005 році Сара укладає контракт з лейблом Epic Records, з яким співробітничає зараз.
3 липня 2007 року з'явилась друга платівка співачки «Little Voice». Вона стала справжнім проривом. Провідний сингл з цієї платівки, пісня «Love Song», в червні 2007 року став синглом тижня за визначенням сервісу iTunes. Надалі ця пісня номінувалась на «Греммі» як «Краща пісня року». У 2008 році платівка «Little Voice» стала золотою, а у 2011 — платиновою. Було реалізовано 1 000 000 копій.
У 2010 році вийшов третій альбом «Kaleidoscope Heart». За перший тиждень було продано 90 000 копій. У 2011 році Сару Барелліс було запрошено в журі третього сезону американського телешоу «The Sing Off» для оцінювання молодих виконавців.
12 липня 2013 року Сара Барелліс представила публіці свій новий альбом «The Blessed Unrest».

### Інша діяльність
20 серпня 2015 року на сцені Американського Репертуарного Театру відбулась прем'єра мюзиклу «Офіціантка». Для цього мюзиклу Сара написала оригінальну партитуру та тексти пісень. Вона не обмежилась роллю автора і сама виконала деякі пісні. Мюзикл «Офіціантка» не сходив з театральної сцени більше ніж чотири роки.
Новий альбом «What's Inside: Songs from Waitress», який вийшов в січні 2015 року, складався із пісень мюзиклу. В цьому ж році вона випустила книгу мемуарів під назвою «Sounds Like Me: My Life (So Far) in Song».
5 квітня 2019 року з'явився шостий аудіоальбом попспівачки — «Amidst the Chaos». Для його розкрутки Сара влаштувала чотириденний тур з концертами в Сан-Франциско, Лос-Анджелесі, Чикаго та Нью-Йорку. Дві нові композиції Сара Барелліс виконала на популярному шоу «Saturday Night Live». «Saint Honesty» — одна зі знакових пісень з цього альбому.
У 2020 році співачка взяла участь у створенні серіалу «Її голос», що знімався для сервісу Apple TV+. Для цього вона написала ряд пісень, які були видані у форматі її сольного лонгплею під назвою «More Love: Songs from Little Voice Season One».

## Нагороди
- 2009 — пісня «Love Song» відзначена в номінації «Краща пісня року» премії «Греммі»[6].
- 2013 — альбом «The Blessed Unrest» був відзначений двома номінаціями премії «Греммі».
- 2016 — за мюзикл «Офіціантка» отримала номінацію на премію Тоні за «Кращий оригінальний саундтрек»[7].
- 2018 — номінація «Краща актриса другого плану в мінісеріалі або фільмі» премії Еммі за участь у фільмі «Ісус Христос — суперзірка».
- 2019 — пісня «Saint Honesty» завоювала премію «Греммі» в номінації «Краще рутс-виконання».